# Rotaract
Rotaract, cuyo nombre proviene de "ROTARy in ACTion" ("Rotary en acción"), es un grupo asociado de Rotary International, compuesto por jóvenes de ambos sexos mayores de 18 años. 
La institución tiene como propósito ofrecer una oportunidad a hombres y mujeres jóvenes para aumentar los conocimientos y condiciones que les ayuden en su desarrollo personal, y los impulsen a buscar una solución para las necesidades físicas y sociales de sus comunidades, promoviendo mejores relaciones entre los pueblos de todo el mundo en un marco de amistad y servicio. 
Los rotaractianos tienen acceso a los numerosos medios que ofrecen Rotary Internacional y la Fundación Rotaria.

## Historia
Rotaract fue creado en Estados Unidos en 1968 por Rotary International, como un proyecto de servicio a la comunidad destinado a que los jóvenes tengan un ámbito donde puedan desarrollarse personal, profesional, servicio, amistad y liderazgo atendiendo las necesidades de sus comunidades. 
La primera Carta Constitutiva fue concedida el 13 de marzo de 1968 al Club Rotaract de Charlotte, el cual estaba formado por 21 socios, estudiantes de la Universidad de Carolina del Norte.
Aunque Rotary Internacional acepta oficialmente que éste como el primer Club Rotaract y que fue creado en los Estados Unidos, sin embargo fue en México donde surgió la iniciativa para la formación de clubes rotaract, por ello solo un día después  se otorga la segunda Carta Constitutiva El 14 de marzo de 1968, formando el Club Rotaract de la Universidad de La Salle, en Tacubaya, México. 
El origen de la iniciativa  para la creación de Rotaract, tiene su razón en la cultura latina.
Esto es, previo a Rotaract existían ya los Club Interact de Rotary. Clubes creados inicialmente, para fomentar la amistad, convivencia y el espíritu de servicio, en los hijos de Rotarios y sus amigos en edades de 12 a 18 años.
El límite de edad de Interactianos se establece bajo la costumbre de USA, donde generalmente, los jóvenes de 18 años se independizan dejando el hogar y los amigos de infancia en busca de su desarrollo personal.
Por otro lado en la comunidad latina, es normal que el joven permanezca en el seno familiar más tiempo, hasta que contraer matrimonio, adquiera estabilidad económica o decida independizarse, por los grupos amigos jóvenes suelen permanecer unidos por más tiempo.
Así pues, fue en México un grupo jóvenes de 18 años ante la imposibilidad estatutaria de continuar perteneciendo a Interact en Tacubaya hacen la solicitud para continuar sirviendo a su comunidad dentro de Rotary después de la edad límite establecida para interact, por ende surgen los clubes Rotaract
Durante décadas, Rotaract, al igual que los Clubes Interact, permaneció en el estatus de un programa de Rotary que lo volvía dependiente de los clubes rotarios padrinos, pero ante la alta participación juvenil mostrada, la Junta Directiva de Rotary decidió realizar una histórica reforma que elevó a Rotaract a un nuevo tipo de membresía con las mismas atribuciones y derechos de los Clubes Rotarios y sus socios. 
A enero de 2018 Rotaract estaba constituido por 9,522 clubes en 525 distritos de 177 países. Se estima una membresía de 291,006 rotaractianos, acompañados de unos 468,566 interactianos (12 a 18 años de edad) y 1.300.000 Rotarios.

## Filosofía de Rotaract
Rotaract comparte con Rotary la filosofía de la conciencia y la fraternidad internacional, la solidaridad, la amistad con vocación y actitud de servicio, la ética en los negocios, profesiones y oficios, y el servicio -en contraste con la beneficencia- como el mejor camino para lograr la paz en el mundo.
Es una organización no confesional ni partidista, e incluye en su membresía jóvenes con las más diversas creencias e ideologías personales y religiosas.

## Objetivos
Rotaract es una organización sin ánimo de lucro, dedicada a desarrollar el liderazgo de sus socios, fomentar la amistad y brindar servicio a la comunidad mediante los más diversos proyectos que pueda sostener cada club a título individual, o aliado con otros clubes en el mundo entero.

## Funcionamiento
Cada club consta de una junta directiva integrada por un presidente democráticamente elegido, un vicepresidente, un secretario, un tesorero, un Macero (maestro de ceremonia rotaria),  un fiscal y el presidente anterior. Además de la junta directiva existen 5 comités (o áreas, o también llamadas "Avenidas") de trabajo obligatorias y otras creadas por los propios clubes. Cada área tiene un director y todos los miembros de la junta directiva y los directores de comité duran un año en su cargo:
- Comité de Desarrollo profesional: Se encarga de organizar charlas y actividades que sirvan para mejorar las cualidades personales (liderazgo, motivación, trabajo en equipo, planificación estratégica...) y tener un mejor desarrollo en los estudios, profesiones u oficios.

- Comité de Servicio en el club: Esta avenida realiza todo tipo de actividades para que los socios y aspirantes se sientan a gusto, y crea ámbitos en dónde la amistad pueda surgir. Festejos, campamentos, salidas, la asistencia y el aumento de la membresía son sus responsabilidades. También se encarga de la instrucción de los socios en todo lo referente a la organización, tanto de Rotaract como de Rotary y todos sus programas y actividades.

- Comité de Servicio en la comunidad: Desde esta avenida se planifican, ejecutan y evalúan proyectos de servicio según las necesidades de la comunidad, siempre que sean posible, tales como la creación de huertas, bibliotecas, hasta donación de calzados y juegos con niños o ancianos.

- Comité de Servicio internacional: Una cualidad de Rotaract es su internacionalidad, y la creencia de que la paz se logra conociendo y creando lazos de amistad en todo el mundo: proyectos en conjunto con clubes de todo el mundo, intercambios, hermanamientos y fluida comunicación son la puerta de esta avenida.

- Comité de Relaciones públicas (no obligatoria pero muy difundida): Se encarga de la difusión del ideal y de las actividades de Rotaract para lograr un mayor apoyo y compromiso de otras organizaciones, instituciones y empresas. Se hace mediante anuncios y publicaciones en radio, TV y prensa.

- Comité de Finanzas: La mayoría de las veces los clubes de Rotaract no cuentan con capital para desarrollar sus actividades. A pesar de ello, en ocasiones requieren fondos para los proyectos de cada club. El objetivo de esta avenida es, justamente, generar y ejecutar ideas para recaudar esos fondos.

## Clubes
Los clubes Rotaract se organizan en comunidades o universidades, y se distribuyen por el mundo como distritos.
- Clubes Rotaract